# Luigi Oscar Moroni
Luigi Oscar Moroni (Altopascio, 9 agosto 1905 – Milano, 5 luglio 1976) è stato un calciatore italiano, di ruolo centrocampista.

## Carriera
Tra il 1929 ed il 1933 con la maglia del Milan ha preso parte ai primi 4 campionati di Serie A a girone unico, totalizzando complessivamente 96 presenze e 6 reti.
È tumulato nel Cimitero Maggiore di Milano, in un colombaro.